# Pelitre
El pelitre (Anacyclus pyrethrum), és una planta perenne molt semblant a la camamilla.
S'ha recollit la variant lingüística palitra.
És planta nativa del Nord de l'Àfrica i la conca del Mediterrani, Himàlaia, l'Índia septentrional i països àrabs.
És una espècia popular. Aplicada a la pell l'escalfa i envermelleix.
No conté piretrina malgrat el seu epítet específic grec, πύρεθρον.
La tradició Ayurveda n'ha fet servir l'arrel.
Els extractes d' Anacyclus pyrethrum tenen activitat anabòlica en ratolins i també incrementen la testosterona.

## Enllaços externs

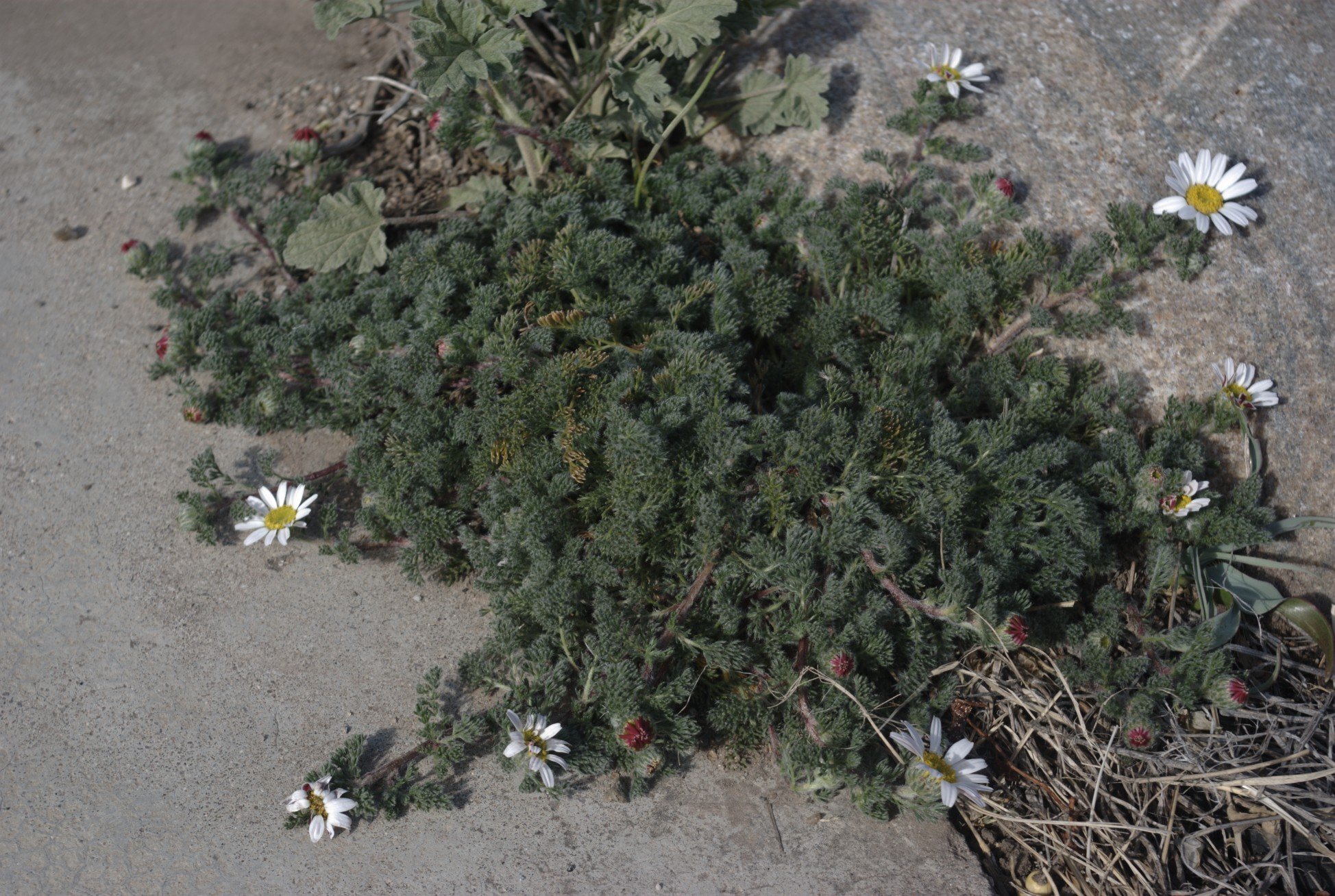
Var. depressus
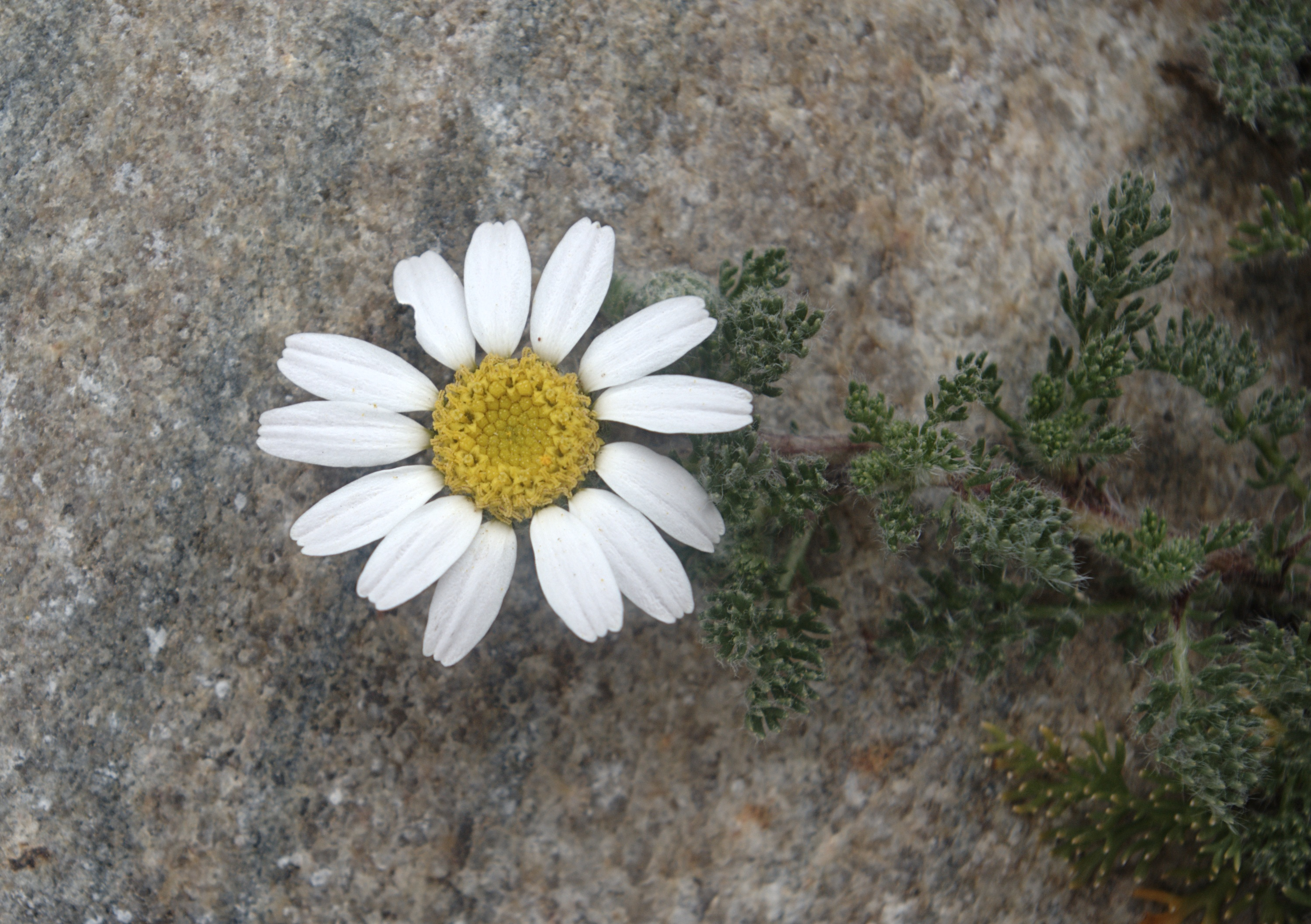
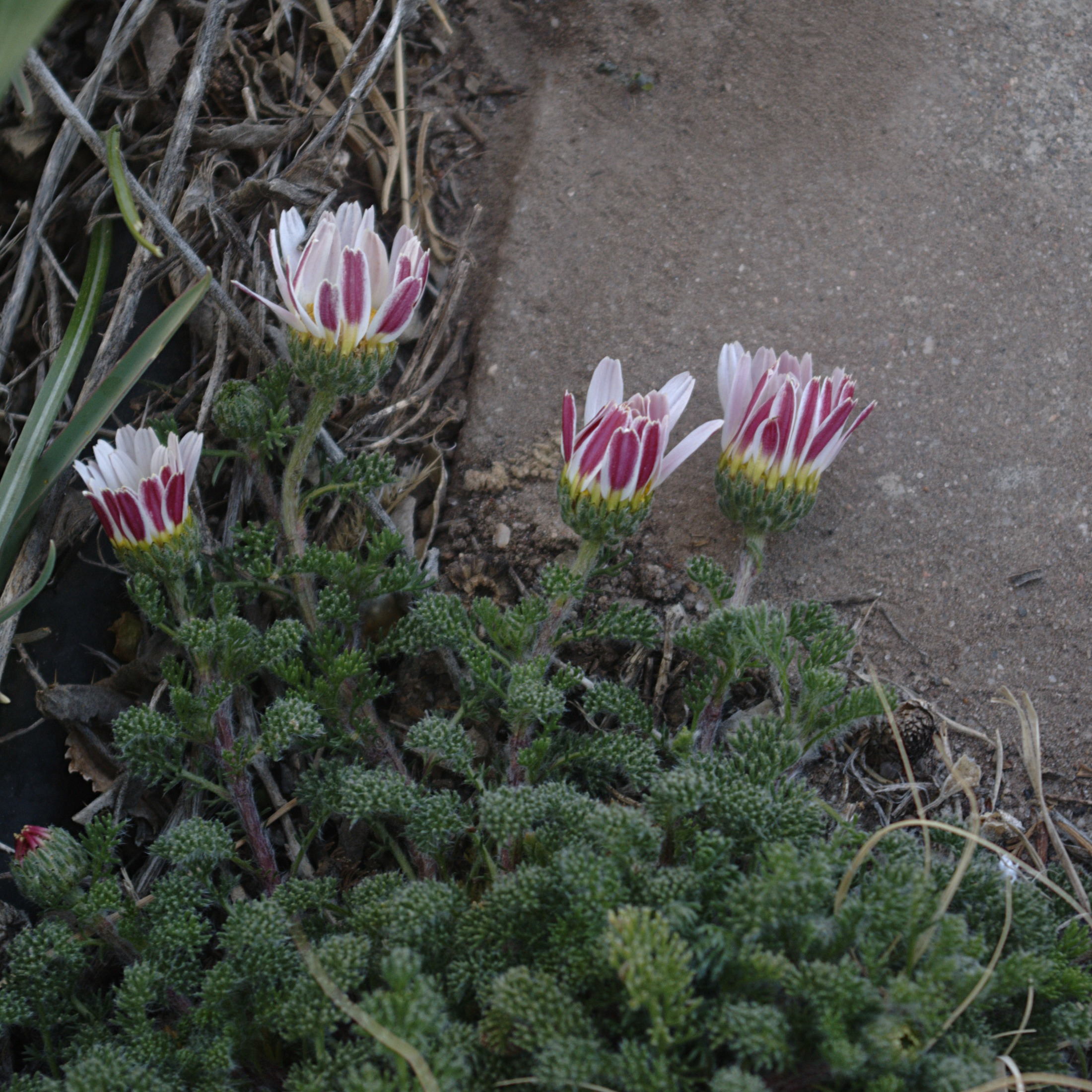
Var. depressus, flors tancades